# 长肢攀蜥
长肢攀蜥（学名：Japalura andersoniana）也称長肢龍蜥，为飛蜥科攀蜥属的爬行动物。分布于印度以及中国大陆的西藏等地，常生活于山坡灌丛和草丛中。其生存的海拔范围为800至1500米。该物种的模式产地在印度阿萨姆-不丹边界。
2018年研究人员将原来广义的龙蜥属（Japalura sensu lato）拆分为四个属－ Japalura 、 Diploderma、 Cristidorsa 和 Pseudocalotes，并将 Japalura 的中文属名改为“攀蜥属”，而将“龙蜥属”指代 Diploderma。2020年后，部分中国学者建议将 Japalura 的中文名恢复为“龙蜥属”，而将 Diploderma 的中文属名改名为“攀蜥屬”。然而在中国科学院昆明动物研究所研究人员主编的《中国两栖、爬行动物分类变动汇总》中未接受该建议，仍将 Japalura 称为“攀蜥属”。

## 保护
本种于2023年被收录入《有重要生态、科学、社会价值的陆生野生动物名录》。